# مانويل بينيا
مانويل بينيا (بالإسبانية: Manuel Peña Escontrela)‏ (18 ديسمبر 1965 لوغو إسبانيا - 13 نوفمبر 2012 بونفيرادا إسبانيا) هو لاعب كرة قدم إسباني سابق كان يلعب كمهاجم.

## روابط خارجية
- مانويل بينيا على موقع الاتحاد الدولي (مؤرشف)  (الإنجليزية)
- مانويل بينيا على موقع قاعدة بيانات كرة القدم.إي يو (الإنجليزية)
- مانويل بينيا على موقع عالم كرة القدم.نت (الإنجليزية)